# Grégoire de Gaète
Grégoire de Gaète  (mort en  978 ?) fut  duc de Gaète  de 964 à 978.

## Biographie
Grégoire est le second fils de Docibilis II de Gaète et de son épouse Orania, il succède à son frère Jean II qui n'avait pas d'héritier masculin. Son gouvernement fut désastreux: dès le début il concède immédiatement des domines du duché (publicum) à ses familiers sous la forme de subventions. Grégoire disparaît des annales en 978, lorsque son frère cadet  Marinus de Fondi prend le pouvoir au détriment des trois fils de Grégoire, probablement dans le contexte d'une  faide interne à la dynastie de des Docibilis, au cours de laquelle il est évincé du gouvernement et peut-être tué; ses fils ne réussissent pas à s'imposer face au seigneur de Fondi qui devient duc. Néanmoins son fils Landolf sera l’ancêtre des comtes de Suio.

## Sources
- (it) Cet article est partiellement ou en totalité issu de l’article de Wikipédia en italien intitulé « Gregorio di Gaeta » (voir la liste des auteurs).
- (en) F.M.G. LORDS of GAETA, DUKES of GAETA 867-1032 (FAMILY of DOCIBILIS).